# Isabelle Nguyen van Tu
Isabelle Nguyen van Tu née le 8 octobre 1971, est une cycliste française, championne de France de la course aux points en 1993.

## Palmarès sur route
- 2006
  - Berry Classic Indre

## Palmarès sur piste

### Championnats internationaux
- 1988
  - 3e  du championnat du monde de vitesse juniors

### Championnats nationaux
- 1990
  - 3e du 1 km
  - 3e  de vitesse
- 1991
  - 2e  du 1 km
- 1993
  -  Championne de France de course aux points
  - 3e du 1 km
- 1997
  - 2e de poursuite
  - 3e de la course aux points
- 1998
  - 3e de poursuite
- 2005
  - 3e de poursuite